# Rustaq (ort i Takhar)
Rustaq är en distriktshuvudort i Afghanistan. Den ligger i distriktet Takhar, i provinsen Takhar, i den nordöstra delen av landet, 290 kilometer norr om huvudstaden Kabul. Rustaq ligger 1 314 meter över havet och antalet invånare är omkring 26 000.